# ده كردي (مقاطعة بم)
ده کردي (بالفارسية: دهستان دهبکری) هي منطقة سكنية تقع في إيران في كرمان. يقدر عدد سكانها بـ 6,314 نسمة .